# Triangel (Sassenburg)
Triangel (,Dreieck‘) ist ein Ortsteil der Gemeinde Sassenburg im niedersächsischen Landkreis Gifhorn. Der Name bezieht sich auf die ursprüngliche Form der Gemarkung.

## Geographie

### Geographische Lage
Östlich der Ise und des Staatsforstes Dragen sowie nördlich der Aller liegt die Ortschaft Triangel. Im Norden und Osten geht ihre Gemarkung in einem schmalen Streifen in das Große Moor über.

### Nachbarorte
Benachbart sind die Sassenburger Ortsteile Neudorf-Platendorf im Norden, Westerbeck im Osten, die Stadt Gifhorn im Süden und der Gifhorner Ortsteil Gamsen im Westen. Nächstgelegene größere Städte sind Wolfsburg im Osten und Braunschweig im Süden.

## Geschichte
Es wurde im Jahre 1796 erstmals amtlich als Auf dem Triangel erwähnt, gehörte zunächst zur damaligen Gemeinde Neudorf-Platendorf, von der es im 19. Jahrhundert abgetrennt wurde.
In Triangel wurde 1871 das erste deutsche Torfwerk gegründet. Die Norddeutsche Torfmoorgesellschaft KG stellte 1885 einen Antrag auf die Erschließung ihrer Torfabbaugebiete durch eine Eisenbahnstrecke. Nach dreijähriger Bauzeit konnte der Güterverkehr zum 1. Mai 1889 eröffnet werden.
Seit dem 1. März 1974 gehört Triangel zur Gemeinde Sassenburg.

## Politik

### Ortsrat
Der Ortsrat ist ein nicht beschlussfähiges Gremium im Rahmen der Institutionen der Gemeinde Sassenburg. Ortsräte sind jedoch zu wichtigen, die Ortschaft betreffenden Angelegenheiten zu hören. Die endgültige Entscheidung über eine Maßnahme obliegt jedoch dem Rat der Gemeinde Sassenburg.
Bei der Kommunalwahl 2021 ergab sich folgende Sitzverteilung:
- SPD 2 Sitz
- CDU 2 Sitze
- B.I.G. 1 Sitz

Nach der Kommunalwahl 2006 löste die SPD die CDU nach mehr als 30 Jahren als stärkste Partei in Triangel ab.
2021 wiederum gewann die CDU mit fast der Hälfte aller abgegebenen Stimmen (46,27 %) den Titel als stärkste Partei zurück.
Zudem zog 2021 erstmals die lokale Bürger-Interessen-Gemeinschaft (B.I.G.) mit einem Sitz in den Triangeler Ortsrat ein.  Peter Weber (zuvor B.I.G.) ist inzwischen als Parteiloser Mitglied des Ortsrats. Dadurch hat die B.I.G. kein Mandat mehr im Ortsrat Triangel.

### Ortsbürgermeister
In der konstituierenden Sitzung im November 2021 wurde einstimmig Andrea Kiel (CDU) zur Ortsbürgermeisterin gewählt, ebenfalls einstimmig wurde Denis Hannemann (SPD) zum Stellvertreter gewählt.
Weitere Mitglieder des Ortsrats ab 2021: Tobias Fronz (CDU) und Peter Weber (Parteilos).

## Kultur und Sehenswürdigkeiten

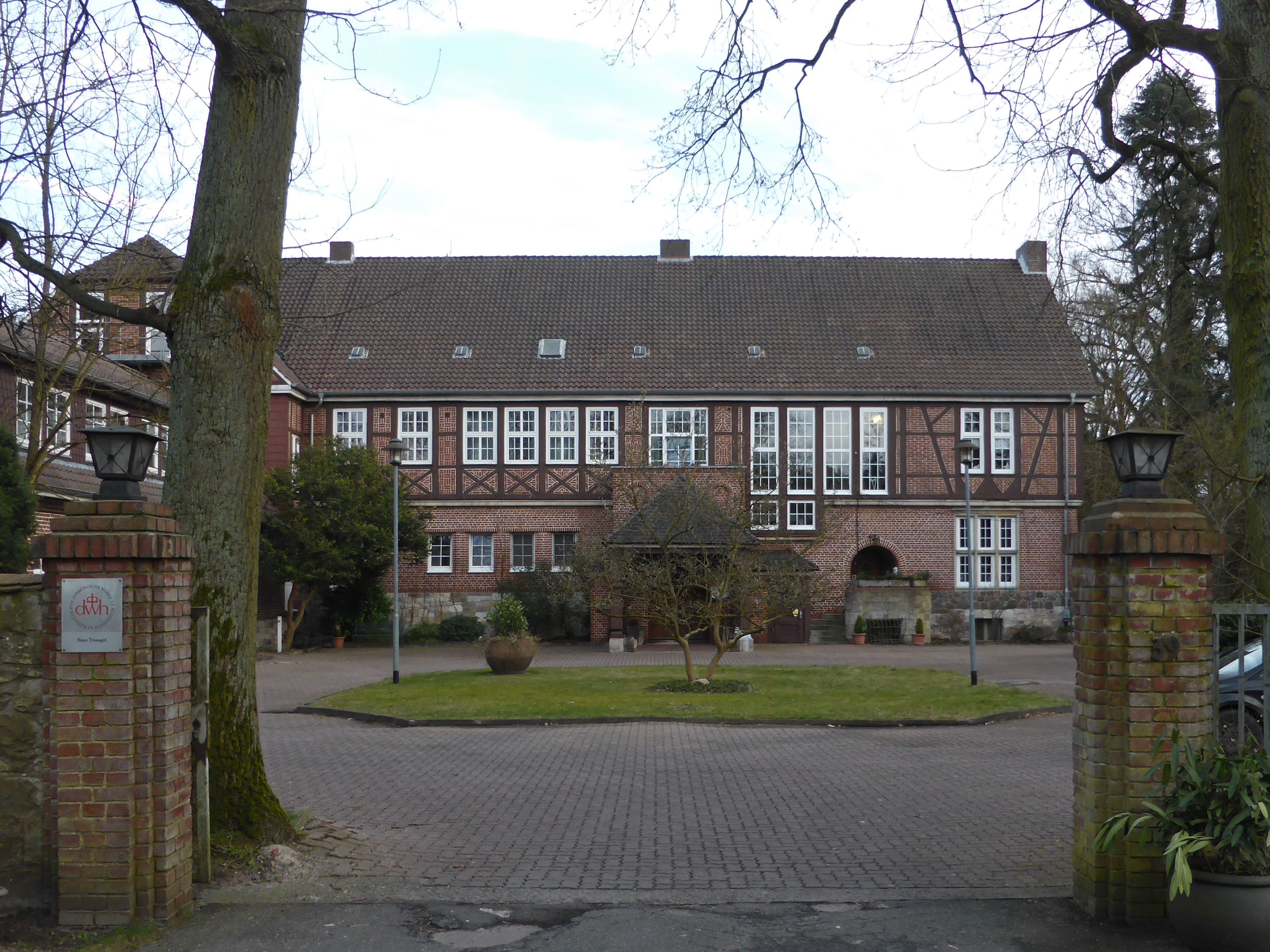
Haus Triangel

- Im Gutspark von Triangel befindet sich eine Familiengrabstätte sowie Hunderte von über hundert Jahre alten, teils bis zu zehn Meter hohen Rhododendren.
- Das Herrenhaus wurde von 1920 bis 1922 im englischen Landhausstil erbaut. 1936 erwarb es der Reichsnährstand, im Zweiten Weltkrieg wurden in dem Gebäude Volksdeutsche untergebracht, ferner diente es als Reservelazarett.[6] Ab 1945 war es eine Lungenheilstätte, 1960 wurde es vom Diakonischen Werk erworben und zunächst als Frauenwohnheim genutzt. Heute dient das Gebäude als Haus Triangel geistig behinderten Erwachsenen als Wohnstätte.[7]
- Der 1894 durch die Preußischen Staatseisenbahnen eröffnete Bahnhof an der Strecke Braunschweig–Wieren war einst ein ansehnlicher Bau. Er ist aber seit langem in Privatbesitz und größtenteils durch einen Haltepunkt gleichen Namens ersetzt.

## Persönlichkeiten
- Will Vesper (1882–1962), Schriftsteller und Literaturkritiker, bekannt auch für seine nationalsozialistische Propaganda
- Bernward Vesper (1938–1971), Sohn Will Vespers und Schriftsteller, Vater des Dramaturgen und Hochschullehrers Felix Ensslin.